# 자곡로
자곡로(紫谷路, Jagok-ro)는 서울특별시 강남구 세곡동 휘여울소교에서 자곡동 숯내교까지를 잇는 도로이다. 도로명은 세곡동의 법정동인 자곡동에서 유래했다.

## 주요 경유지
서울특별시
- 강남구 (세곡동 - 자곡동)

## 같이 보기
- 세곡동